# Grillenberger Becken

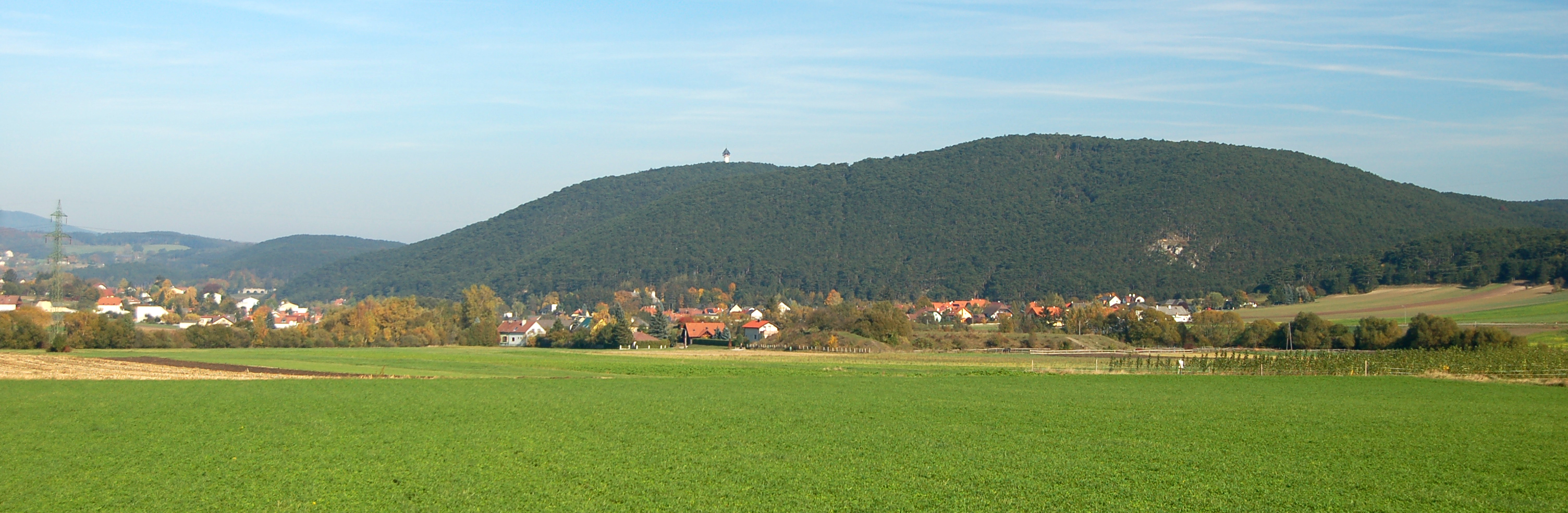
Grillenberger Becken von Grillenberg gesehen, im Hintergrund der Guglzipf

Das Grillenberger Becken ist ein geomorphologisches Becken im südlichen Niederösterreich.
Es erstreckt sich von Berndorf nach Süden und ist nach dem in der Gemeinde Hernstein gelegenen Ort Grillenberg benannt. Das Becken ist eine fruchtbare Ebene, die stellenweise feucht und sumpfig ist und vom Veitsauer Bach durchflossen wird, der sich am südlichen Ende des Beckens aus dem Grillenberger Tal in das Becken ergießt.